# الیکایی صخره‌ای نیوزیلند
الیکایی صخره‌ای نیوزیلند (نام علمی: Xenicus gilviventris) نام یک گونه از تیره الیکایی نیوزلندی است. این گونه بوم‌زاد جزیره جنوبی نیوزیلند در نیوزیلند است. این الیکایی صخره‌ای یک پرنده بسیار کوچک، با دمی تقریباً ناپبداست. مرزهای این ۱۶ گرم و ماده‌ها نیز ۲۰ گرم وزن دارند.